# フアン・カルロス・カプニャイ・チャベス

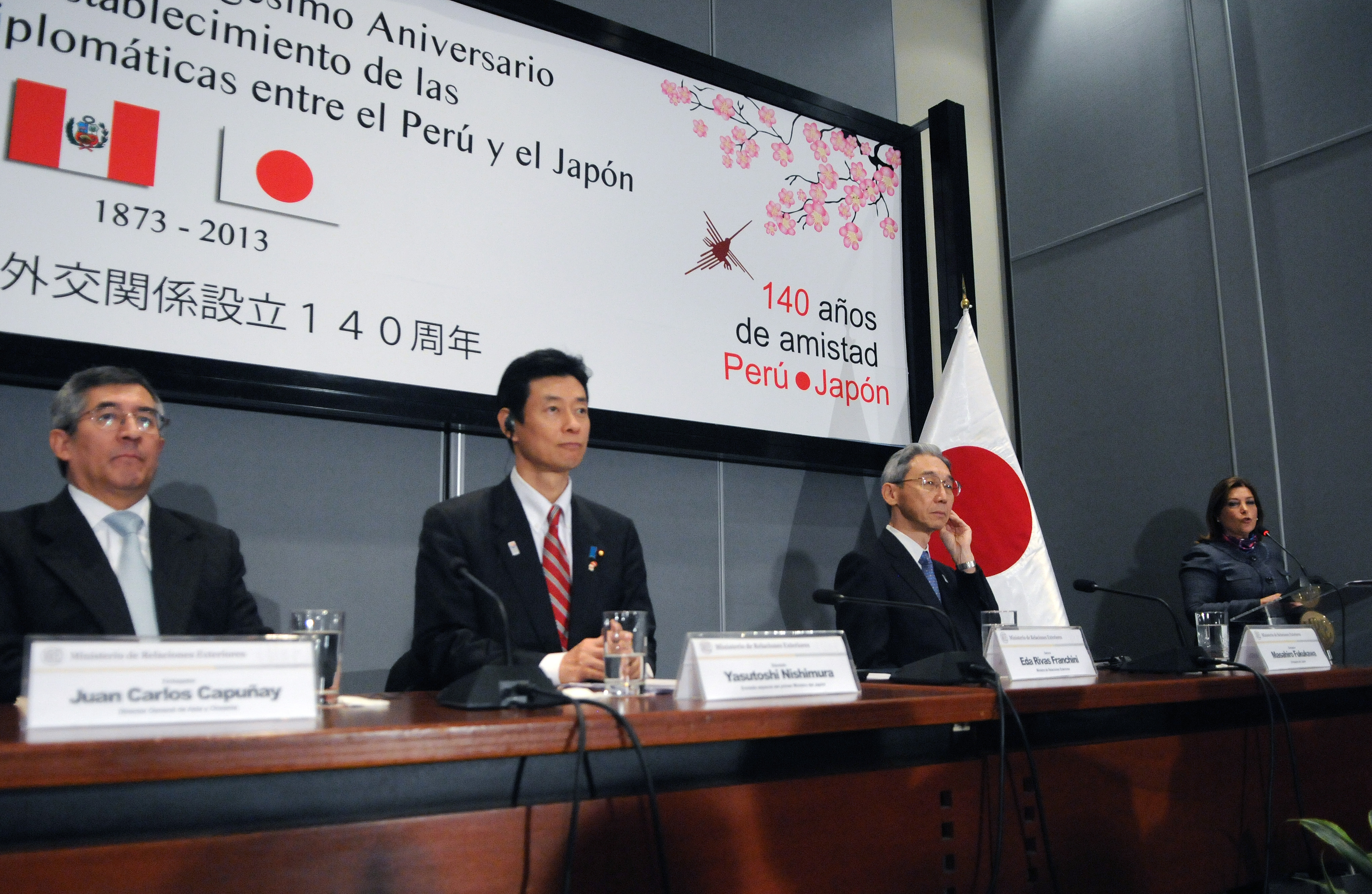
2013年8月21日、日秘外交関係設立140周年記念イベント（左端がカプニャイ大使）

フアン・カルロス・カプニャイ・チャベス（スペイン語: Juan Carlos Capuñay Chávez）は、ペルーの外交官、大使。2014年から2017年にかけて在中国大使、2015年から2017年にかけて在モンゴル国大使（非常駐）を務めていたが、これが外交官としての最後の奉職となり、2018年1月に退官。また、その前には、駐日大使（2009～2012年）、外務省アジア太平洋局長、在北朝鮮大使（非常駐、2015～2017年）を歴任している。旭日大綬章受章者。

## 経歴
2008年12月11日、ペルー政府より駐日大使に任命される。2009年2月20日、皇居で信任状を捧呈。駐日大使として在任中の2009年と2011年の8月6日、カプニャイ大使は広島で開かれた平和記念式典に参列している。2012年2月28日に旭日大綬章を受章。同年3月7日、カプニャイ大使は夫人を伴い皇居の御所を訪問して上皇后（当時は皇后）に面会、離任の挨拶をした。
2014年8月27日、在中国大使に任命される。同年10月16日、北京の人民大会堂で習近平国家主席に信任状を捧呈。
2015年7月7日、在モンゴル国大使としてウランバートルを訪問し、ツァヒアギーン・エルベグドルジ大統領に信任状を捧呈。
2015年8月20日、在北朝鮮大使として平壌を訪問し、万寿台議事堂で最高人民会議常任委員会の金永南委員長に信任状を捧呈。カプニャイが在北朝鮮大使として在任中の2017年9月11日、ペルー政府は「北朝鮮が安保理決議に繰り返し、露骨に違反し、核開発計画を放棄せずにいることを考慮した」との理由を挙げて金学哲（キム・ハクチョル）在ペルー北朝鮮大使をペルソナ・ノン・グラータに認定し、5日以内の退去を命じた。その2日後の9月13日、ペルーのリカルド・ルナ・メンドーサ外務大臣は、同国が北朝鮮との関係を維持することは不適切であると判断したとの認識を示した上で、カプニャイ大使の在北朝鮮大使としての任務を終了させた。
2018年1月1日、カプニャイ大使は退官した。